# Claire Castillon
Claire Castillon, född 25 maj 1975, är en fransk författare. Hon debuterade som 25-åring år 2000 med romanen Le Grenier, Vinden. Efter det har Claire Castillon skrivit fem romaner, en pjäs och tre novellsamlingar.
Novellsamlingarna Insekt (Sekwa förlag, 2007) och Man kan inte hindra ett litet hjärta från att älska (Sekwa, 2008) samt romanen Därunder ett helvete (Sekwa, 2009) finns utgivna på svenska.